# Jatwięgi (rejon żydaczowski)
Jatwięgi (ukr. Ятвяги, Jatwiahy) – wieś na Ukrainie, w obwodzie lwowskim, w rejonie stryjskim (do 2020 roku w rejonie żydaczowskim). W 2001 roku liczyła 147 mieszkańców.
W II Rzeczypospolitej miejscowość stanowiła początkowo samodzielną gminę jednostkową. 1 sierpnia 1934 roku w ramach reformy na podstawie ustawy scaleniowej została włączona do zbiorowej gminy wiejskiej Sokołówka w powiecie bóbreckim, w województwie lwowskim.
W latach 1961–2015 wieś nosiła nazwę Prybilla (ukr. Прибілля).